# Azerbajdzsán gazdasága

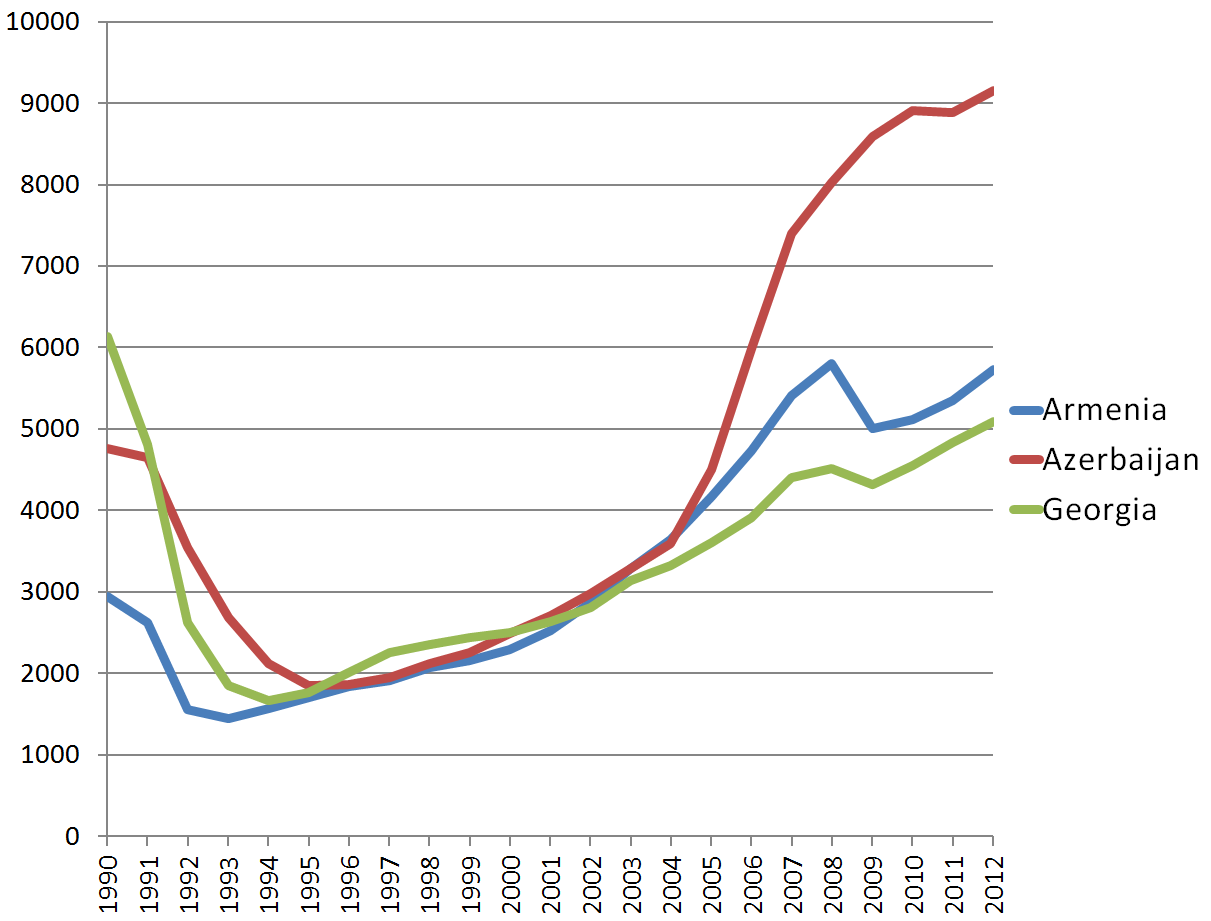
Az egy főre eső GDP változása 1990 és 2012 között Azerbajdzsánban (piros vonal), összehasonlítva Grúziával (zöld) és Örményországgal (kék vonal)

Azerbajdzsánnak a függetlenség 1991-es elnyerését követően – a többi
poszt-szovjet tagköztársasághoz hasonlóan – számos problémával kellett
megküzdenie. A politika és gazdasági stabilizáció helyreállítása mellett az
orosz gazdaságtól való függetlenedés vált az egyik fő kérdéssé, amit Azerbajdzsán,
az immár több mint egy évszázada kiaknázott kőolaj és a földgázvagyona segítségével viszonylag könnyebben végre tudott hajtani.

## Általános adatok
- Legfontosabb termesztett növények: szőlő, zöldség, búza, gyapot, dohány, gyümölcs, burgonya
- Legfontosabb tenyésztett állatok: juh, kecske, szarvasmarha, sertés
- Bányászati termékek: kőolaj, földgáz, vas, bauxit
- Feldolgozóipar: kőolaj-finomítás, vegyipar, vas- és acélgyártás, alumíniumkohászat, élelmiszeripar (tej- és húsipar), textilipar, elektrotechnika
- A Kaszpi-tenger partvidéke gazdag szénhidrogénekben, amelyeket a fejlett vegyipar dolgoz fel.

### Kereskedelem
- Kiviteli cikkek: kőolaj, földgáz, gyapot, textiláru, szőlő, élelmiszer
- Behozatali cikkek: feketeszén, gépek és berendezések, fémek, műtrágya
- Legfontosabb külkereskedelmi partnerek: Oroszország, Grúzia, Kazahsztán, Türkmenisztán, Irán, Olaszország, Franciaország, Izrael, Törökország, USA, Németország

## Dinamikus növekedés

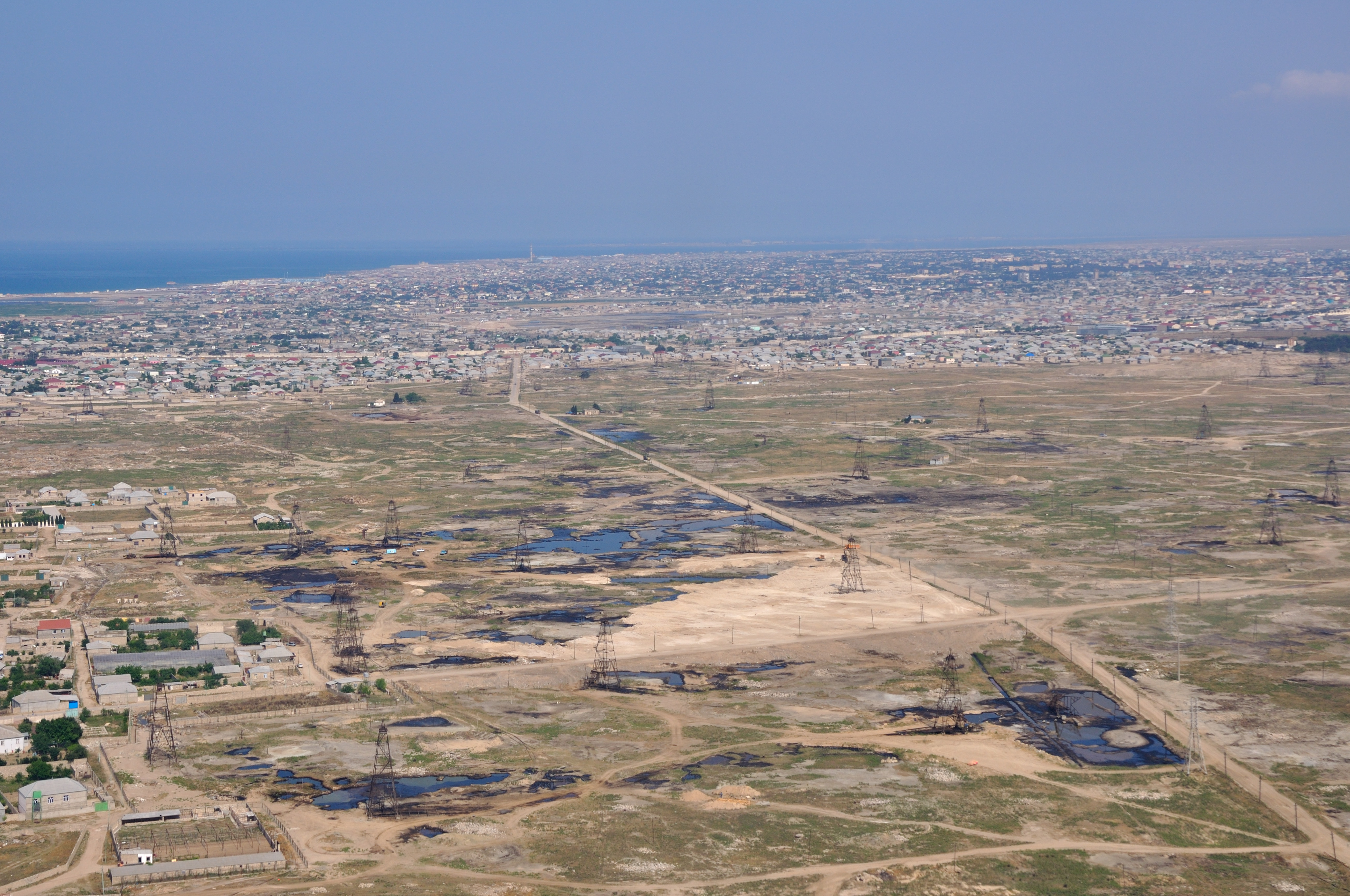
Olajfúrótornyok Baku közelében

Azerbajdzsánban jelentős kőolaj- és földgáztartalékok vannak, ám azok kihasználása csak a 2000-es években indult be, az évtized elején még orosz gázimportra szorult az ország. Olajkitermelőként a 20-21., gáztermelőként pedig a 31. ország a világon, gáztermelése az eurázsiai összesített mennyiségnek kevesebb mint 2 százaléka. A Şah Deniz-gázmező az ország legnagyobb lelőhelye.
Azerbajdzsánban az ún. nem-olaj szektor fejlesztése révén egyre inkább javul a vállalkozási környezet, egyszerűsödnek a vállalkozások megalakulására és működésére vonatkozó szabályozások. A Nemzeti Vállalkozásfejlesztési Alapból 2009-ben 130 millió azeri manatot (AZN), azaz mintegy 113 millió eurót fordítottak a vállalkozások támogatására. Az országnak elsősorban korszerű technológiára és know-how-ra van szüksége az ún. nem-olaj szektor fejlesztése érdekében.
A Világbank számításai szerint amennyiben Azerbajdzsán 2020-ra meg akarja duplázni az egy főre jutó GDP-jét, akkor a 40-szeresére kellene növelnie az egy főre jutó ún. nem-olaj termékekből álló exportját. Ennek a célnak az eléréséhez az energiahordozók exportjából származó jövedelmeknek köszönhetően külső erőforrásokra nincs szüksége az országnak.
A gazdasági növekedés eredményeként a havi átlagbér 8,6%-kal emelkedett és 2009 végére elérte a 298 manatot (260 euró). Az átlagos havi nyugdíj értéke 100 manat (87 euró), a minimálbér 75 manat (65 euró). A szegénységi ráta 13,2%-ról 11%-ra csökkent.
A régiók gazdasági-szociális fejlesztésének keretében az országban 75 ezer új munkahelyet hoztak létre.
A világgazdasági válság hatására a 2010. évi tervezett költségvetés bevételi oldala 17%-kal, a kiadási oldala 9%-kal csökkent az előző évhez képest. A bevételi oldal 10 Mrd AZN (12,2 Mrd USD) és kiadási oldala 11,23 Mrd AZN (13,7 Mrd USD). Eközben az ország vezetése igyekszik a szociális kiadásokat szinten tartani.
Az Örményországgal – a hegyi-karabahi konfliktus következtében – tartóssá vált hadiállapot miatt az ország védelmi és hadiipari kiadásai jelentősek, elérik a költségvetés 10-11%-át. Azerbajdzsán a saját védelmi ipar kialakítása érdekében együttműködik Törökországgal és Izraellel.
Azerbajdzsán támogatásáról biztosította a Nabucco gázvezeték megépítését, előzetesen 7-8 milliárd m³ földgáz biztosítását helyezte kilátásba az induláshoz. Ugyanakkor Azerbajdzsán többször jelezte, hogy nagyobb határozottságot és áttörést vár a Nabucco gázvezeték megépítése kapcsán, az EU részéről kevesebb politikát és több gyakorlati intézkedést tart kívánatosnak.

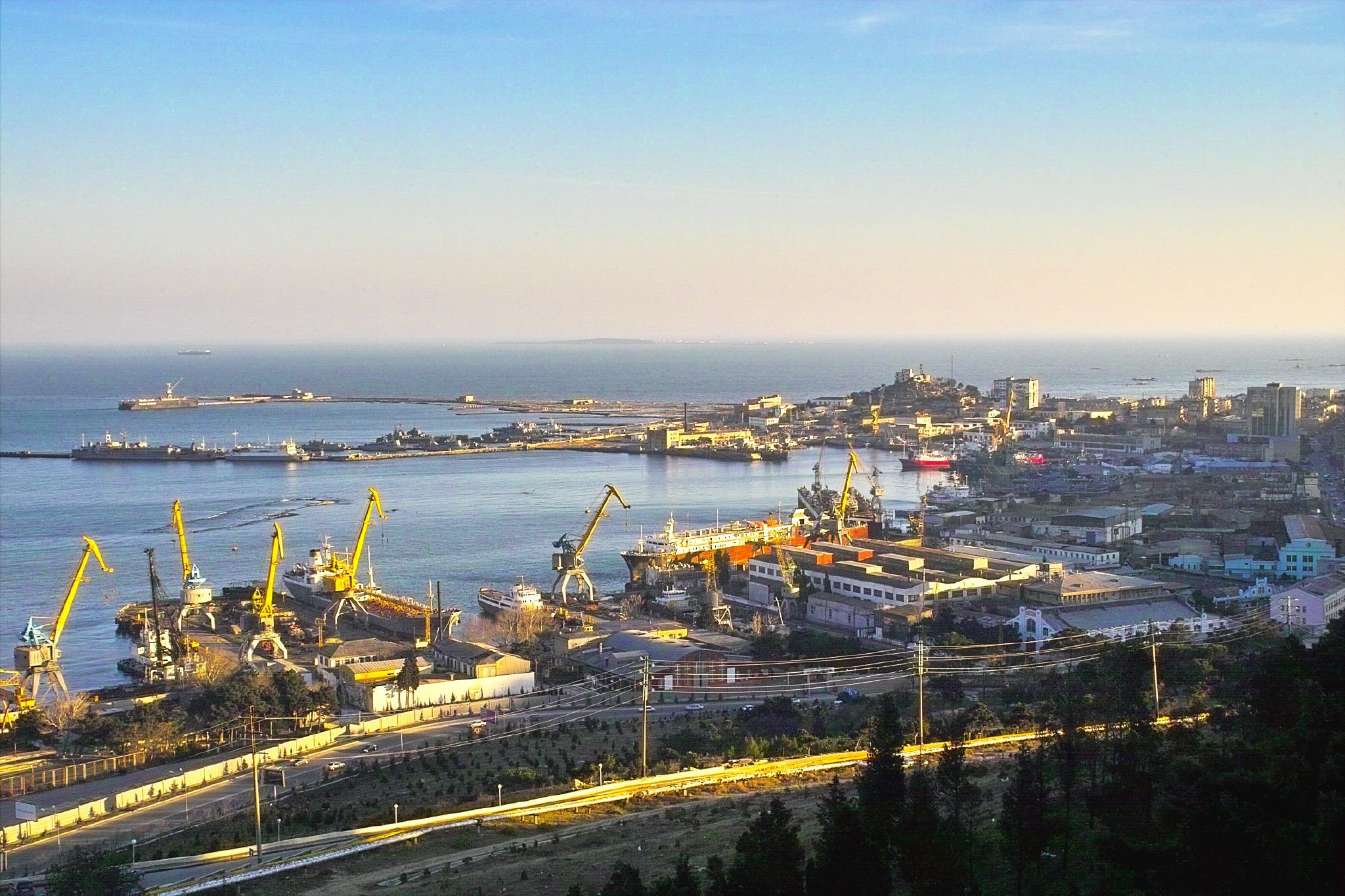
Baku kikötője
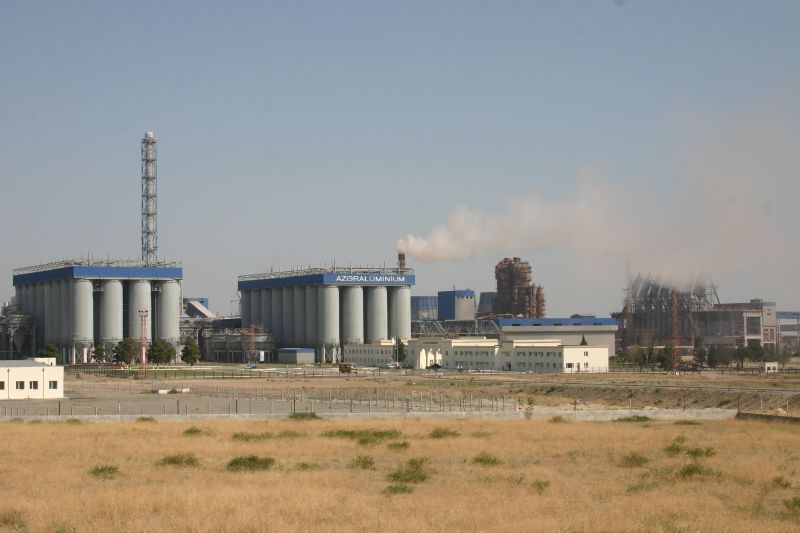
Alumínium-gyár, Gəncə
Létező és tervezett csővezetékek